# Pheidole transfigens
Pheidole transfigens är en myrart som beskrevs av Auguste-Henri Forel 1911. Pheidole transfigens ingår i släktet Pheidole och familjen myror. Inga underarter finns listade i Catalogue of Life.